# Miracema Do Norte Airport
Miracema Do Norte Airport är en flygplats i Brasilien.   Den ligger i kommunen Rio dos Bois och delstaten Tocantins, i den centrala delen av landet, 700 km norr om huvudstaden Brasília. Miracema Do Norte Airport ligger 204 meter över havet.
Terrängen runt Miracema Do Norte Airport är platt. Runt Miracema Do Norte Airport är det mycket glesbefolkat, med 2 invånare per kvadratkilometer..
Omgivningarna runt Miracema Do Norte Airport är huvudsakligen savann.